# U-Bahnhof Avenida

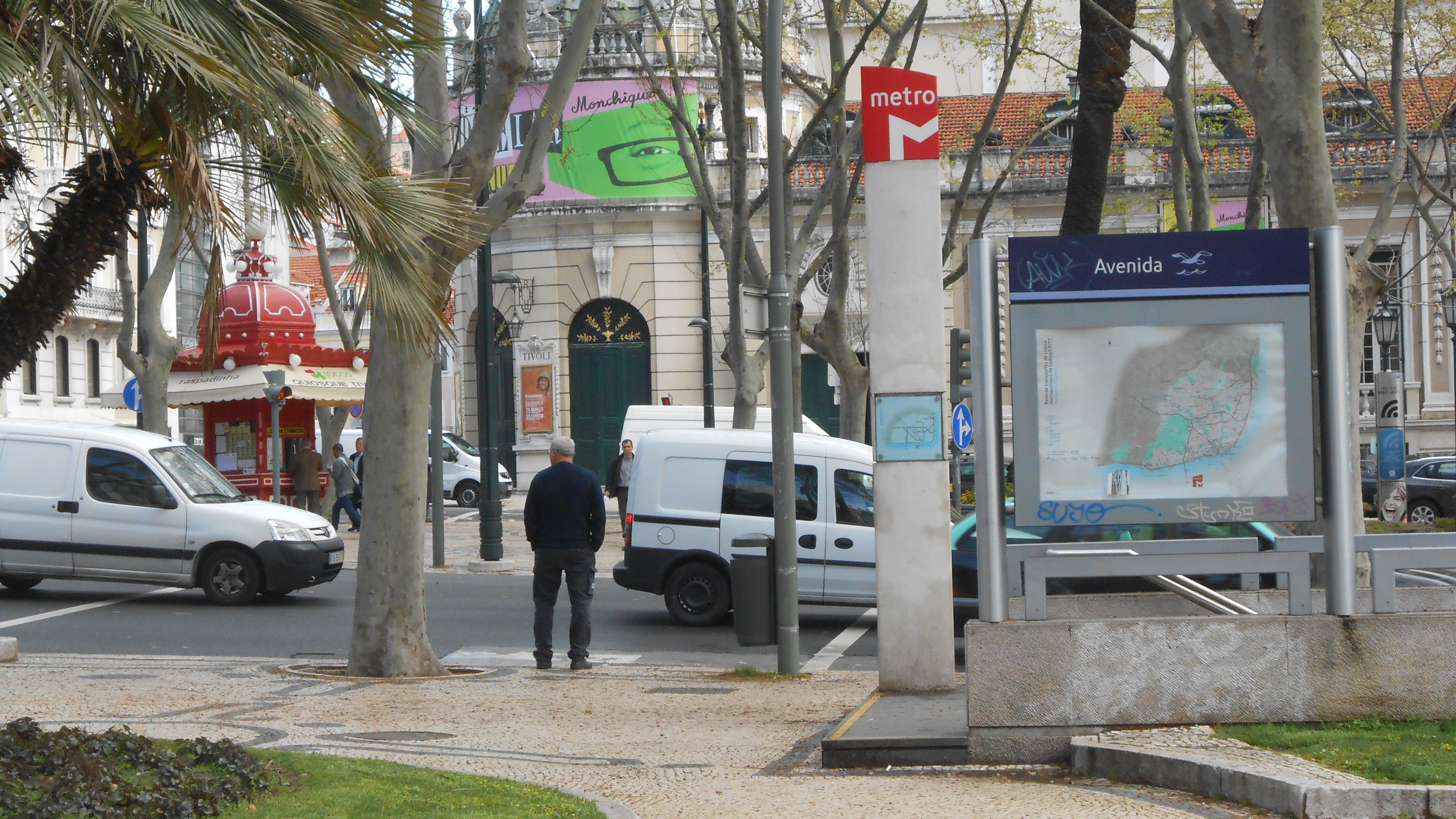
Einer der Eingänge zum U-Bahnhof Avenida, dahinter das Teatro Tivoli

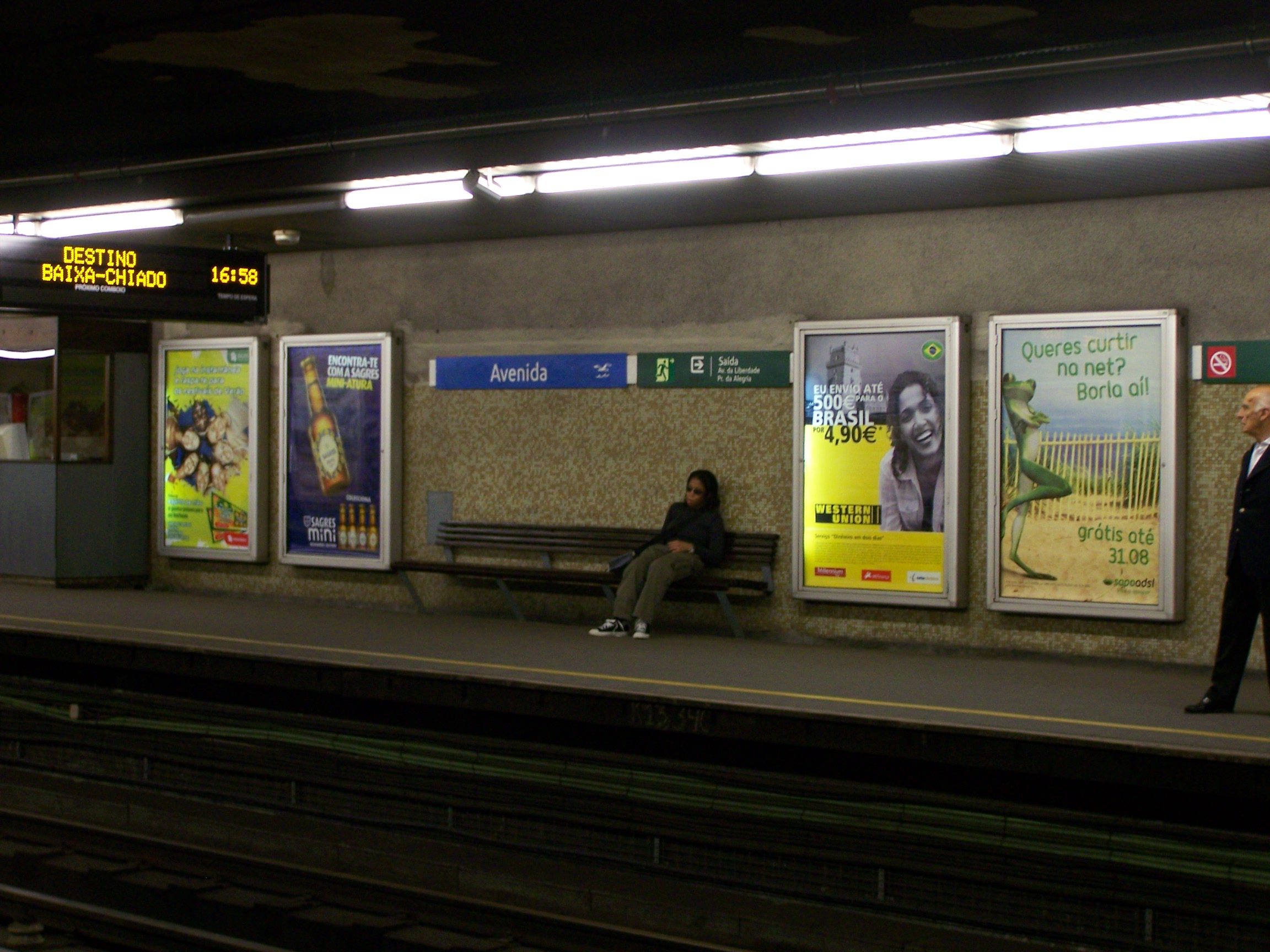
Bahnsteig des U-Bahnhofes Avenida

Avenida ist ein U-Bahnhof der Linha Azul (blaue Linie) der Metro Lissabon, dem U-Bahn-Netz der portugiesischen Hauptstadt. Der Bahnhof befindet sich unter einem der bekanntesten Boulevards Lissabon, der Avenida da Liberdade in der Stadtgemeinde Coração de Jesus. Die Nachbarstationen des Bahnhofes sind Marquês de Pombal und Restauradores. Der Bahnhof ging am 29. Dezember 1959 als einer der elf Bahnhöfe des Lissabonner Ursprungsnetzes in Betrieb.

## Geschichte
Die Lissabonner Stadtverwaltung eröffnete den Bahnhof Avenida feierlich am 29. Dezember 1959 gemeinsam im Zusammenhang mit der kompletten Inbetriebnahme des Lissabonner U-Bahn-Netzes zwischen Restauradores, Sete Rios und Entre Campos. Der Bahnhof, der wie alle Lissabonner U-Bahnhöfe über zwei Seitenbahnsteige verfügt, erhielt die übliche architektonische Ausgestaltung wie alle anderen U-Bahnhöfe. Francisco Keil do Amaral als Architekt entwarf den Bahnhof an sich. An allen anderen U-Bahnhöfen war die Künstlerin Maria Keil für die Ausgestaltung zuständig. Lediglich am Bahnhof Avenida empfahl sie den Künstler Rogério Ribeiro, der, sich an Keil anlehnend, ebenfalls Azulejos für den Bahnhof verwendete. Ribeiro entwarf für die Vorhallen dunkelgrüne Fliesen, für die zwei Seitenbahnsteige kleine braune Riemchen.
Aufgrund der wachsenden Fahrgastströme ab 1966 entschied die Betreibergesellschaft ab 1972 alle Bahnsteige, deren Länge je nach Bedeutung und Eröffnungsdatum zwischen 40 und 70 Meter variierte, auf 105 Meter zu verlängern, sodass dort Sechs-Wagen-Züge halten können. Die Bahnsteige des Bahnhofs Avenida wurden in diesem Zusammenhang 1974 um 65 Meter nach Süden verlängert. Am 9. November 1982 erhielt der Bahnhof einen zusätzlichen Ausgang im Süden. Diesen entwarf der Ingenieur Carlos Sanchez Jorge, Ribeiro war auch hier für die Ausgestaltung zuständig.
Seitdem hat sich der Bahnhof nicht mehr wesentlich verändert. Zukünftig ist eine Ausstattung mit Aufzügen vorgesehen. Da bei der Metro Lissabon derzeit jedoch die Erweiterung der bestehenden Linien im Vordergrund steht, ist der nachträgliche Einbau derzeit kurz- bis mittelfristig nicht absehbar.

## Verlauf

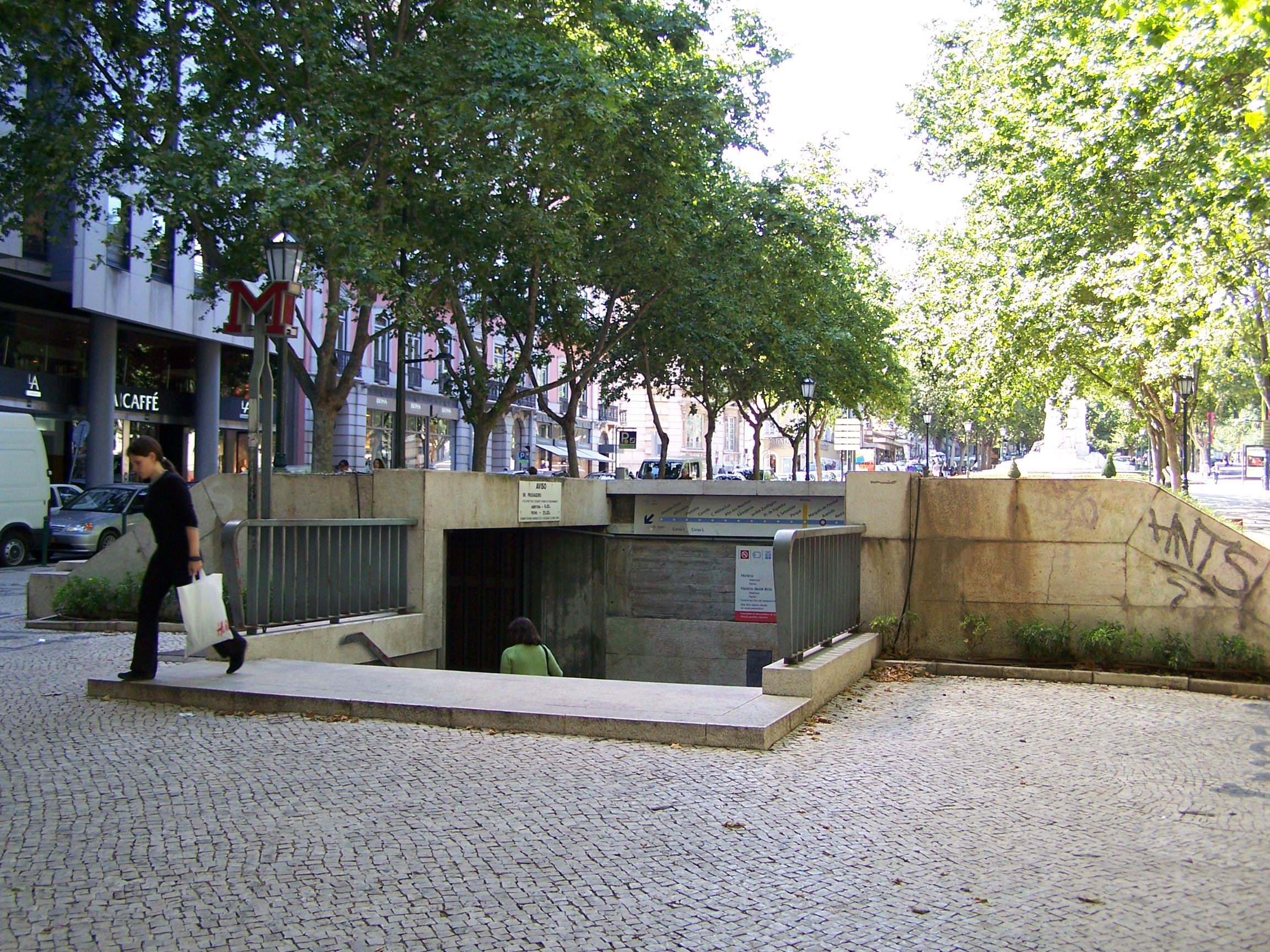
Einer der Eingänge zum U-Bahnhof Avenida

Am U-Bahnhof bestehen Umsteigemöglichkeiten zu den Buslinien der Carris.
| Linie | Verlauf |
| ----- | --- |
|       | Reboleira – Amadora Este – Alfornelos – Pontinha – Carnide – Colégio Militar/Luz – Alto dos Moinhos – Laranjeiras – Jardim Zoológico – Praça de Espanha – São Sebastião – Parque – Marquês de Pombal – Avenida – Restauradores – Baixa-Chiado – Terreiro do Paço – Santa Apolónia |